# Cena strachu (film 2024)
Cena strachu (fr. Le salaire de la peur) – francuski przygodowy dreszczowiec z 2024 roku w reżyserii Juliena Leclercqa. Film miał premierę w serwisie Netflix 29 marca 2024 roku. Jest to nowa adaptacja powieści Georges’a Arnauda pod tym samym tytułem, będąca remakiem klasycznego filmu Henriego-Georges’a Clouzota z 1953 roku.

## Fabuła
Pewna kompania naftowa zatrudnia czterech najemnych poszukiwaczy przygód. Ich misją jest transport nitrogliceryny załadowanej na dwie ciężarówki. Należy go użyć, aby zatrzymać ogromny pożar w szybie naftowym. Główni bohaterowie będą musieli pokonać setki kilometrów przez pustynię i uniknąć różnorodnych przeszkód, które staną im na drodze, w zamian za to dostaną duże pieniądze.

## Obsada
- Franck Gastambide jako Fred
- Alban Lenoir jako Alex
- Sofiane Zermani jako Gauthier
- Ana Giradot jako Clara
- Bakary Diombera jako Djibril
- Astrid Whetnall jako Anne Marchand
- Alka Matewa jako Alka
- Sarah Afchain jako Assia
- Ghita Berdai jako Malya[2]

## Produkcja
Zdjęcia kręcono w Maroku (m.in. Marrakesz).